# La Ladera, Tototlán
La Ladera är en ort i Mexiko.   Den ligger i kommunen Tototlán och delstaten Jalisco, i den centrala delen av landet, 400 km väster om huvudstaden Mexico City. La Ladera ligger 1 597 meter över havet och antalet invånare är 290.
Terrängen runt La Ladera är kuperad norrut, men söderut är den platt. Runt La Ladera är det ganska tätbefolkat, med 104 invånare per kvadratkilometer. Närmaste större samhälle är Tototlán, 8,4 km sydväst om La Ladera. Omgivningarna runt La Ladera är en mosaik av jordbruksmark och naturlig växtlighet.